# Shine (Joni Mitchell)
Shine è un album di Joni Mitchell pubblicato nel 2007 da Hear Music Records.

## Tracce
1. One Week Last Summer - 4:59 (Joni Mitchell)
2. This Place - 3:54 (Joni Mitchell)
3. If I Had a Heart - 4:04 (Joni Mitchell)
4. Hana - 3:43 (Joni Mitchell)
5. Bad Dreams - 5:41 (Joni Mitchell)
6. Big Yellow Taxi (2007) - 2:47 (Joni Mitchell)
7. Night of the Iguana - 4:38 (Joni Mitchell)
8. Strong and Wrong - 4:04 (Joni Mitchell)
9. Shine - 7:29 (Joni Mitchell)
10. If - 5:32 (Rudyard Kipling - Joni Mitchell)